# Einar Stenhagen
Einar August Stenhagen, född 6 april 1911 i Söderala, Gävleborgs län, död 14 december 1973 i Mölndal, var en svensk biokemist. Han var från 1942 gift med biokemisten Stina Stenhagen.
Stenhagen studerade inledningsvis vid Kungliga Tekniska högskolan 1929-1930 samt 1932, men bytte studieområde till medicin och blev medicine kandidat vid Uppsala universitet 1935, och docent i medicinsk och fysiologisk kemi i Uppsala 1943. Han var professor i medicinsk biokemi i Uppsala 1953-1959 och vid Göteborgs universitet från 1959.
Han blev ledamot av Vetenskapsakademien 1961, invaldes 1965 som ledamot av Ingenjörsvetenskapsakademien och ingick 1972–1973 i Vetenskapsakademiens Nobelkommitté för kemi. 1949 promoverades han till medicine hedersdoktor i Uppsala.